# مخروط دوتایی
مخروط‌های دوتایی (به انگلیسی: Double cones (DCs))، که به عنوان مخروط‌های دوقلو (Twin cones) نیز شناخته می‌شوند، زمانی که دو عضو یکسان هستند، دو سلول مخروطی (گیرنده‌های نوری تشخیص رنگ) هستند که به هم متصل شده‌اند و ممکن است به صورت نوری/الکتریکی نیز جفت شوند. آن‌ها رایج‌ترین نوع سلول‌های مخروطی در ماهی‌ها، خزندگان، پرندگان و تک‌سوراخ‌سانان مانند نوک‌اردکی هستند و در بیشتر مهره‌داران وجود دارند، اگرچه در بیشتر پستانداران جفت‌دار (از جمله انسان)، نرم‌آبشش‌داران و گربه‌ماهی‌ها وجود ندارند. اتصال شکاف زیادی بین سلول‌های مخروط دوتایی ماهی وجود دارد. کارکرد آنها، اگر در مقایسه با مخروط‌های منفرد کارکرد منحصر به فردی داشته باشند، تا حد زیادی ناشناخته است. کاربردهای پیشنهادی شامل کارهای آکروماتیک (دید غیررنگی) مانند تشخیص نورتابی، حرکت و دید قطبی می‌شود.
برخی از مخروط‌های دوتایی اعضایی با اپسین یکسان (مخروط‌های دوقلو) دارند، در حالی که برخی دیگر اعضایی با انواع مخروط متفاوت دارند (عضوها حساسیت طیفی متفاوتی دارند). پژوهش‌های رفتاری بر روی ماهی ماشه‌ای ساکن صخره ماهی پیکاسو شواهدی را ارائه کرده است که تک‌تک اعضای مخروط‌های دوتایی می‌توانند به عنوان کانال‌های مستقل اطلاعات رنگ عمل کنند.
جیمز باومیکر در کتابی دربارهٔ بینایی در ماهی‌ها بیان می‌کند که مخروط‌های دوتایی نسبت به مخروط‌های منفرد به طول‌موج‌های نور بیشتر حساس هستند. او همچنین بیان می‌کند که مخروط‌های منفرد معمولاً کوچک‌تر از اعضای جداگانهٔ مخروط‌های دوتایی هستند.